# 象印ライバル対抗大合戦!
『象印ライバル対抗大合戦!』（ぞうじるしライバルたいこうだいがっせん）は、1978年1月8日から1979年2月25日までテレビ朝日系列局で放送されていたテレビ朝日製作のバラエティ番組である。象印マホービンの一社提供。放送時間は毎週日曜 19:30 - 20:00 （日本標準時）。

## 概要
出場した大学や企業の代表者同士がゲームや演芸合戦などを繰り広げていた番組である。一応、視聴者参加型番組であるが、時々芸能人2チームが対決するのもあった。
番組は、計4種の演目に対して4人の審査員が10点満点で点数を付けていき、その合計得点で勝敗を決めるという方式で進行。優勝チームには大型トロフィー・賞金20万円・象印製品（エアーポット）が贈呈され、負けチームには小型トロフィーと象印製品（魔法瓶）が贈呈された。また個人賞として、全出場者の中から「最優秀賞」と「熱演賞」が1名ずつ決められ、それぞれ小型トロフィーと象印製品（前者はホットプレート、後者はコーヒーメーカー）が贈呈された。4人の審査員のうちの1人はゲストで、「今週の美女（美男）」と呼ばれており、第2戦と第3戦の間に持ち歌を披露した（いわゆる「ハーフタイムショー」）。

## 出演者
司会者
- 横山やすし・西川きよし

アシスタント
- 香坂みゆき
- 大場久美子

踊り・コーラス
- ニッキーズ

## 番組で行われた対戦
- 早稲田大学×慶應義塾大学 - 第1回で実施。
- ちびっこものまね東西戦
- 温泉対決 熱海×水上
- 池坊×草月流 外国人参加者対決
- 歌謡教室対決
- 明大中野×堀越学園 タレント高校対決
- 立教大学×青山学院大学
- そっくりさん対決
- 『新幹線公安官』出演者×悪役俳優
- ミス八頭身×デブ
- コメディアン対決 師匠×弟子
- 日本大学×東海大学
- 狩人×フィンガー5
- 東京外国語大学×国際基督教大学
- お父さん×お母さん 芸能人夫婦対決
- ほか

## スタッフ
- 構成：堤章三、本田順一、青木一郎、宮本直樹
- 演奏：ニューソニックオーケストラ
- 振付：林みさ代
- ナレーション：佐々木正洋
- プロデューサー：北村英一
- 制作著作：テレビ朝日

| テレビ朝日系列 日曜19:30枠 【象印マホービン一社提供枠】 | テレビ朝日系列 日曜19:30枠 【象印マホービン一社提供枠】  | テレビ朝日系列 日曜19:30枠 【象印マホービン一社提供枠】    |
| 前番組                                                  | 番組名                                                   | 次番組                                                     |
| ------------------------------------------------------- | -------------------------------------------------------- | ---------------------------------------------------------- |
| 象印ヒット作戦 1!2!3! （1977年8月7日 - 1977年12月25日） | 象印ライバル対抗大合戦! （1978年1月8日 - 1979年2月25日） | 象印クイズ ヒントでピント （1979年3月4日 - 1994年9月25日） |